# 카리리나무타기쥐
카리리나무타기쥐(Rhipidomys cariri)는 비단털쥐과에 속하는 설치류이다. 남아메리카에서 발견되는 수상성 설치류이다. 반건조 카팅가 생태지역 안의 브라질 북동부 세아라주의 두 군데 중습 서식지에서 알려져 있다. 경작지에서 발견되기도 한다. "카리리"라는 이름은 세아라 주의 행정 구역 이름이다.